# Mastercard Direct
Mastercard Direct er et internationalt betalingskort. I modsætning til eksempelvis Mastercard er Mastercard Direct et debetkort, og således ikke et kreditkort, og brugeren kan således ikke overskride kontoens saldo. Kortet er særlig fordelagtigt til personer med et usikkert forbrugsmønster og/eller en usikker kreditværdighed, i kraft af kortets saldo-spærre.
Kortet kan som en række øvrige internationale betalingskort bruges et stort antal steder over hele verden, bl.a på internettet, i butikker, hoteller og hæveautomater m.v. Mastercard Direct udstedes alene til personer, der er fyldt 15 år. Der er knyttet PIN-kode til kortet. 
I Danmark distribueres kortet af Danske Bank.
Mastercard Direct er hos Danske Bank en afløser til det traditionelle hævekort. Blandt andet sikkerheden er forbedret i form af en elektronisk chip i kortet. Bemærk, at der findes både chippede og u-chippede Mastercard Direct kort i omløb; dog udstedes kun chippede kort fra Danske Banks side.
Kortet er fysisk kendetegnet ved,  at kortnummeret ikke er trykt i hævet tal, i modsætning til det traditionelle Mastercard.